# Supercopa francesa de futbol de 1998
La Supercopa francesa de futbol de 1998, en francès Trophée des Champions va ser la 22a edició de la Supercopa francesa de futbol, que es va celebrar a l'Stade de la Vallée du Cher de Tours el 30 de juliol de 1998, en el qual els guanyadors de la Copa de França de 1998, el Paris Saint-Germain FC, van derrotar per 1-0 el campió de la Lliga francesa 1997-98, l'RC Lens.

## Detalls del partit
| RC Lens | 0 – 1   | Paris Saint-Germain FC |
| ------- | ------- | ---------------------- |
|         | Detalls | Lachuer 54'            |

| LENS:           |    |                  |     |
|                 |    |                  |     |
| GK              | 1  | Guillaume Warmuz |     |
| RB              | 2  | Éric Sikora (c)  |     |
| CB              | 13 | Frédéric Déhu    |     |
| CB              | 22 | Xavier Méride    |     |
| LB              | 3  | Yohan Lachor     |     |
| MF              | 7  | Mickaël Debève   | 74' |
| MF              | 8  | Stéphane Dalmat  |     |
| MF              | 9  | Alex Nyarko      |     |
| FW              | 11 | Toni Vairelles   |     |
| FW              | 19 | Vladimír Šmicer  |     |
| FW              | 21 | Pascal Nouma     |     |
| Suplents:       |    |                  |     |
| MF              | 18 | Philippe Brunel  | 74' |
| Entrenador:     |    |                  |     |
| Daniel Leclercq |    |                  |     |

| PARÍS-SAINT-GERMAIN: |    |                      |     |
|                      |    |                      |     |
| GK                   | 16 | Dominique Casagrande |     |
| RB                   | 17 | Jimmy Algerino       |     |
| CB                   | 4  | Christian Wörns      |     |
| CB                   | 5  | Alain Goma           |     |
| LB                   | 21 | Didier Domi          |     |
| CM                   | 6  | Bruno Carotti (c)    |     |
| CM                   | 8  | Yann Lachuer         |     |
| CM                   | 23 | Pierre Ducrocq       |     |
| FW                   | 9  | Marco Simone         |     |
| FW                   | 11 | Patrice Loko         |     |
| FW                   | 18 | Nicolas Ouédec       | 81' |
| Suplents:            |    |                      |     |
| MF                   | 19 | Jérôme Leroy         | 81' |
| Entrenador:          |    |                      |     |
| Alain Giresse        |    |                      |     |